# Charlie Fourneau
Pour les articles homonymes, voir Fourneau.

a Compétitions nationales et continentales officielles uniquement.

b Matchs officiels uniquement.
Dernière mise à jour le 12 janvier 2012.
Charlie Fourneau, né le 10 mai 1983 à Braine-l'Alleud, est un joueur de rugby à XV international belge évoluant au poste de deuxième ligne ou de troisième ligne centre.

## Biographie
Il est initialement formé au Rugby Ottignies Club en Belgique où il commence le rugby sur le tard à l'âge de 19 ans après avoir découvert ce sport lors d'un voyage d'étude en Afrique du Sud[réf. nécessaire]. Depuis 2008, il évolue avec le Lille Métropole rugby en Fédérale 1 et est régulièrement appelé en équipe nationale.